# Chico Viga
Chico Viga (Rio Branco),  é um político brasileiro, filiado ao PDT. Nas eleições de 2022, foi eleito deputado estadual pelo AC.